# Šťavel kozí noha
Šťavel kozí noha (Oxalis pes-caprae) je průměrně 20 cm vysoká, vytrvalá, žlutě kvetoucí bylina která se rozšířila z jižního cípu Afriky do subtropů a tropů celého světa. Je to druh z rodu šťavel který je považován za ozdobnou i plevelnou rostlinu.

## Rozšíření
Druh je původem z Kapska v jižní Africe odkud se dostal do Středozemí a následně do celé Evropy, Asie, Severní a Jižní Ameriky i do Austrálie a na Nový Zéland. Je rozšiřován vědomě, bývá pro pohárkovité žluté květy rozkvétající od ledna do března vysazován do zahrad jako ozdobná rostlina. Odtud se jeho hlízy dostávají s půdou do volné přírody. Tam zplaňuje a pak nejčastěji roste na mírně zastíněných místech na okrajích lesů a cest, na rumištích nebo i na obdělávaných polích a v zahradách, obvykle preferují lehké a výživné půdy. Pokud se hlízy dostanou do dobré půdy je šťavel kozí noha schopen vytvořit v krátké době rozsáhlé kolonie.
Ve střední Evropě, a tudíž i v České republice, mrazivé zimní období této rostlině nesvědčí a nezdomácněla zde. V české přírodě byl tento neofyt prvně zaznamenán v roce 1961 a v současnosti se v ní vyskytuje jen příležitostně; pravděpodobně vždy jen po vědomém vysázení, následnou zimu nejspíš opět nepřečká.

## Popis
Nízká vytrvalá rostlina vysoká 10 až 30 cm která vyrůstá z drobné hlízy. Z hlízy na počátku sezony vyroste až do hloubky 25 cm dužnatý kořen. Dále z ní vyraší lysé, dlouze řapíkaté (6 až 20 cm) trojčetné listy složené z hluboce laločnatě vykrojených srdčitých lístků, jsou svěže zelené a občas mívají fialové skvrnky.
Na holém a nevětveném stvolu, asi dvojnásobně delším než listové řapíky, vyrůstá až deset žlutých květů v okoličnatém květenství, mají chlupaté stopky s drobnými kopinatými listeny. Květy nálevkovitého tvaru jsou 2 až 3 cm velké a mají pětičetné okvětí žluté barvy ve dvou přeslenech. Kopinaté kališní lístky jsou asi 5 mm dlouhé a mívají žlutou nebo oranžovou barvu. Obvejčité korunní lístky s úzkým nehtíkem, velké 20 až 25 mm, jsou zlatě žluté nebo i načervenalé. Květ dále obsahuje deset nestejně dlouhých tyčinek ve dvou kruzích a pět čnělek. Jen vzácně vytvořeným plodem je podlouhlá zužující se tobolka tvořená vytrvalými kališními lístky. Po odkvětu nadzemní část rostliny usychá.

## Rozmnožování
Rostliny mají různočnělečné květy které znesnadňují samoopylení. V Evropě se vyskytuje pouze jeden typ květů které jen stěží mohou být navzájem opyleny a proto rostliny zde obvykle netvoří semena. Přesto květy obsahují hodně nektaru a rostliny jsou považovány za medonosné.
Rozmnožují se jen vegetativně, z mateřské hlízy, asi 3 cm velké, vyrůstá na křehkých oddencích množství drobných dceřiných hlízek z kterých vyraší rostliny příštím rokem. Hlízky jsou citlivé na mráz.

## Význam
V teplých krajích býval tento druh vysazován jako okrasná květina která následně byla vědomě či nevědomě při přemístění zeminy přenesena do obdělávaných polí kde počala rychle růst a množit se. Následným zpracováváním půdy byly hlízky rozneseny na velké vzdálenosti a za pár let byly šťavelem kozí nohou zamořeny velké plochy. Takto zaplevelená pole nebo louky sice poskytují hezký jarní pohled na žlutě kvetoucí rostliny, ale nesvědčí o péči uživatelů.
Na polích utlačuje šťavel kozí noha mladé rostlinky užitkových plodin a na loukách následkem velkého množství toxických šťavelanů v listech způsobuj úhyn pasoucích se zvířat. Hlízy na polích pomáhají likvidovat hlodavci a také je vyhrabávají divoká prasata. Při kritickém zamoření se používají k likvidaci herbicidy.
Šťavel kozí noha je považován za jeden ze stovky nejhorších invazních druhů rostlin rozšířených v Evropě.

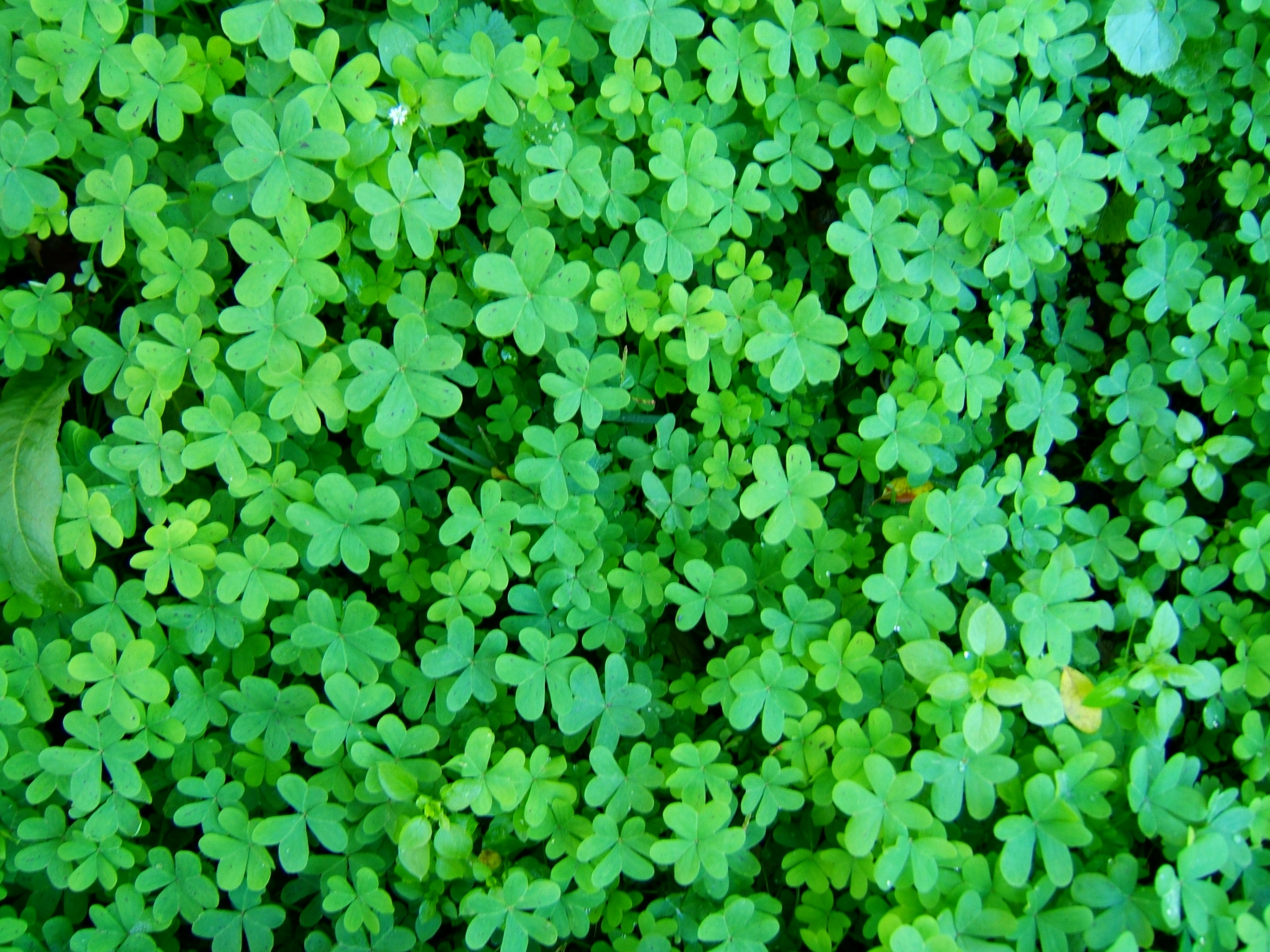
Listy
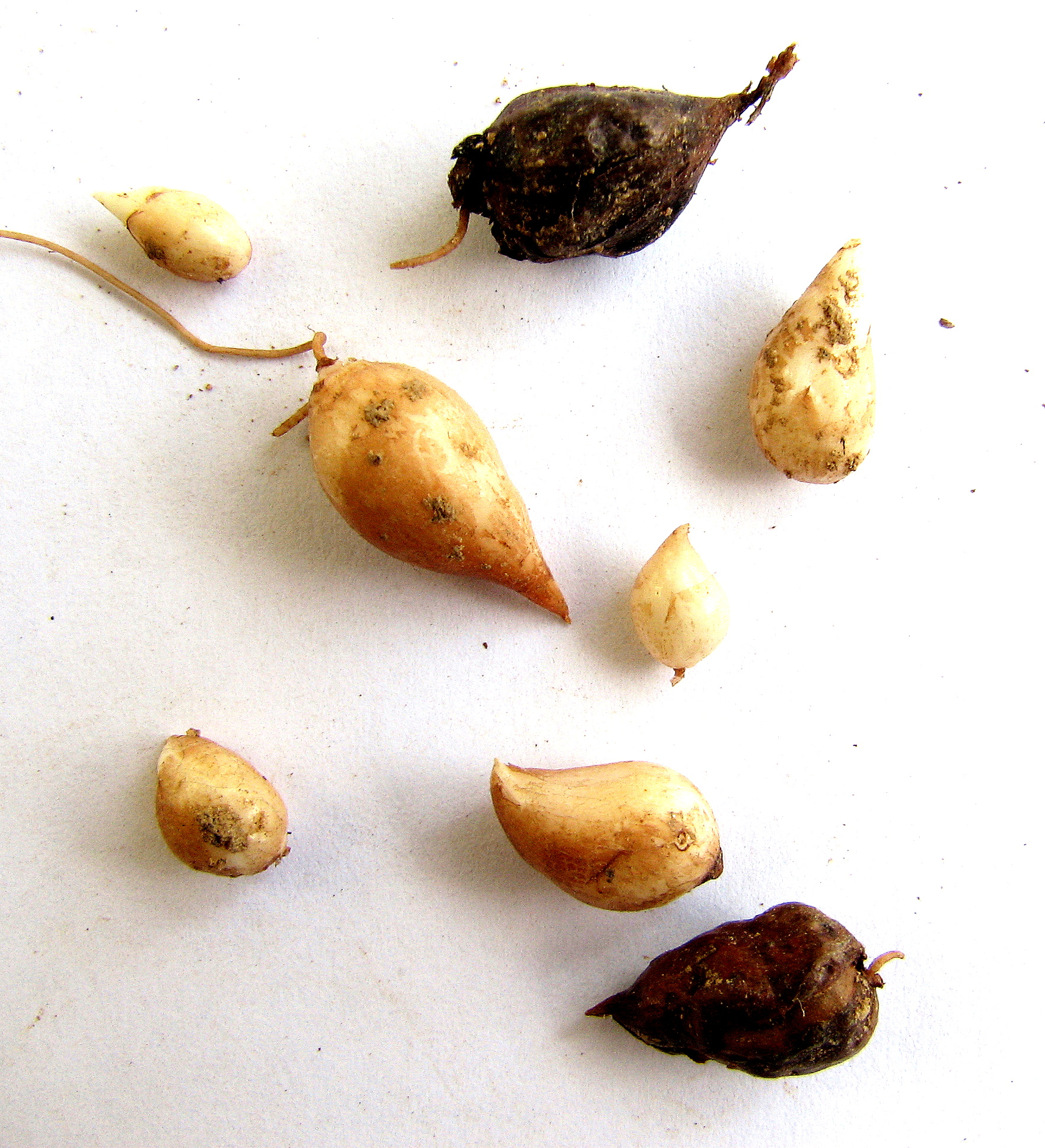
Hlízy
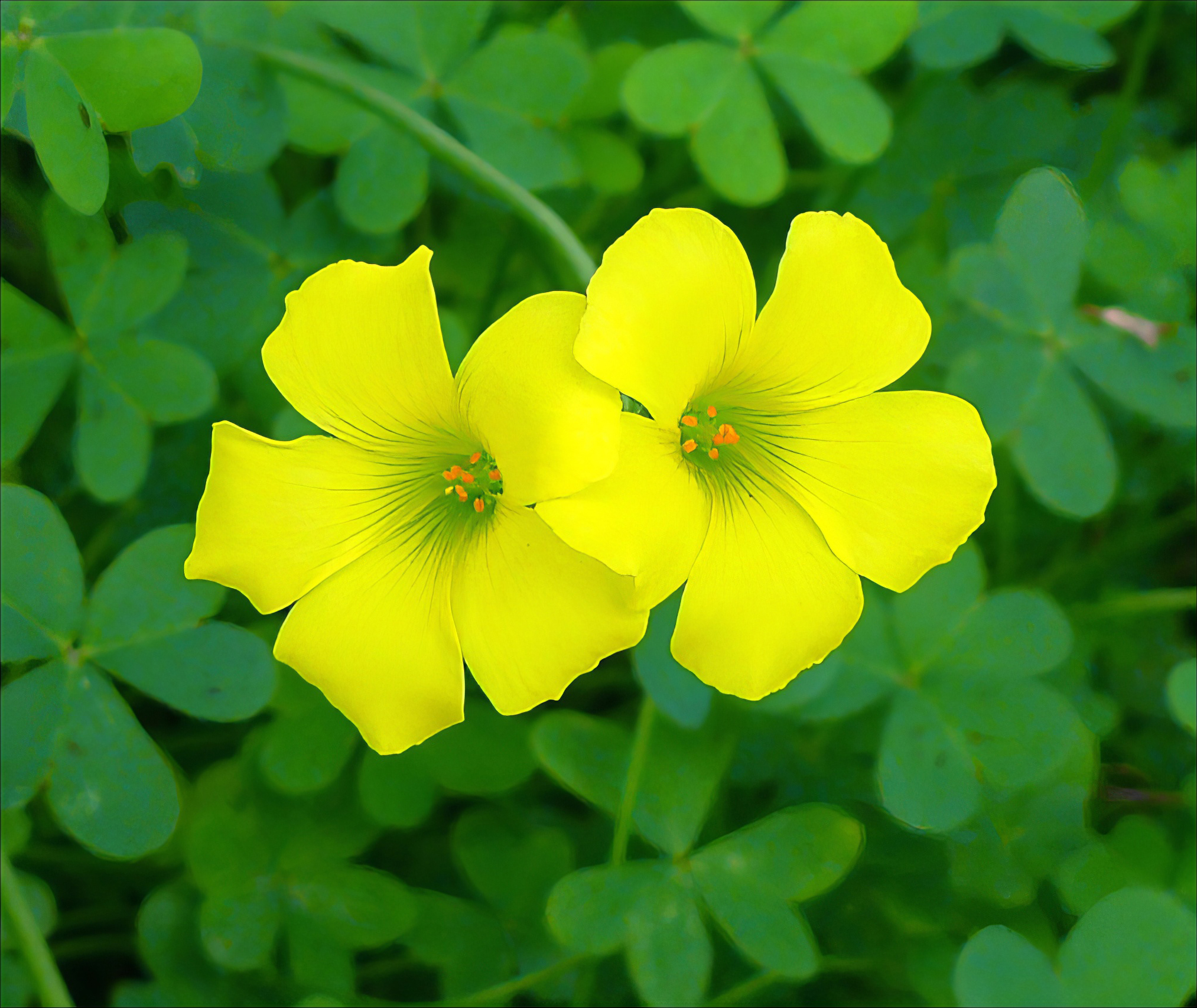
Květy
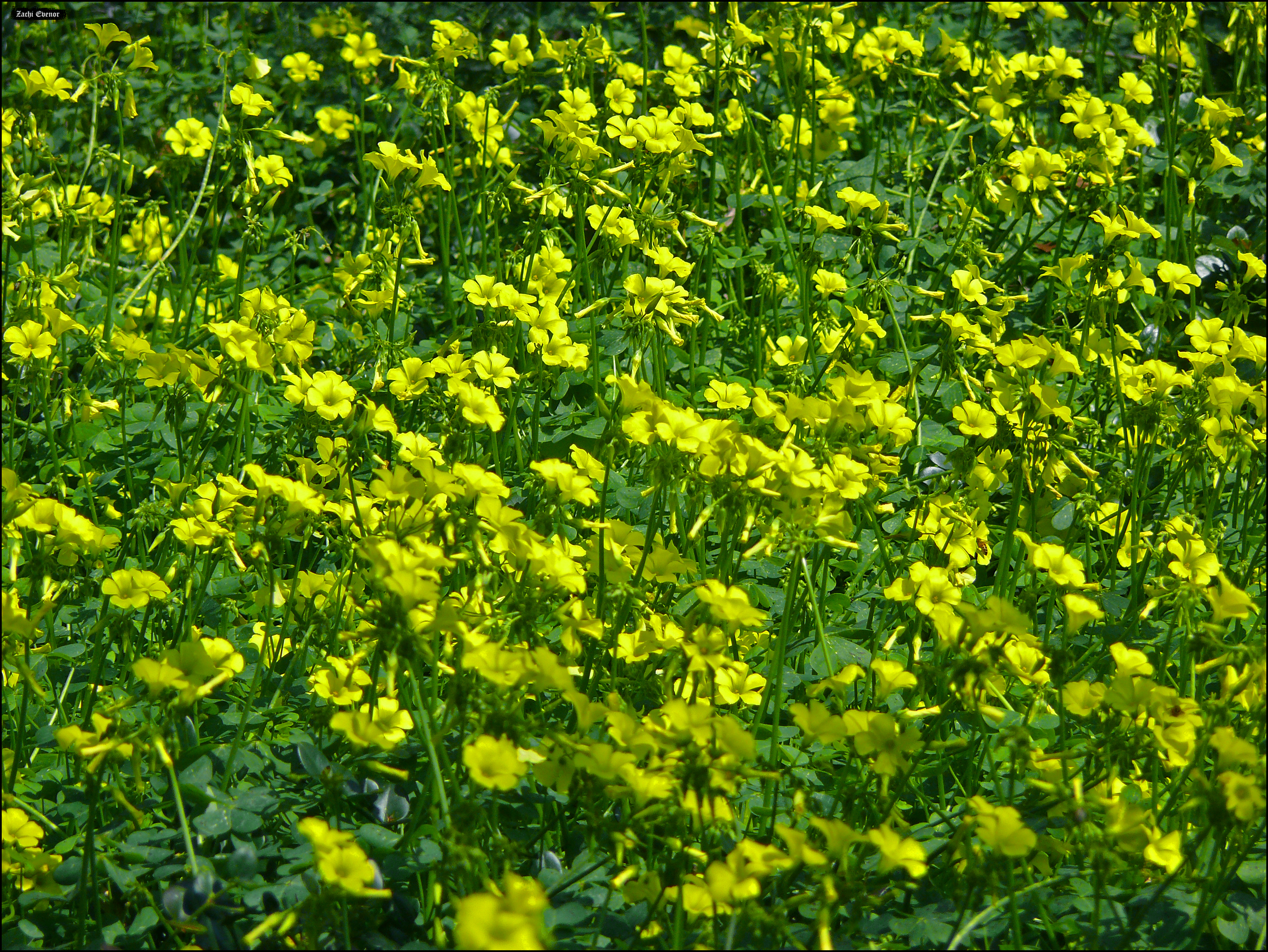
Kolonie šťavele kozí nohy
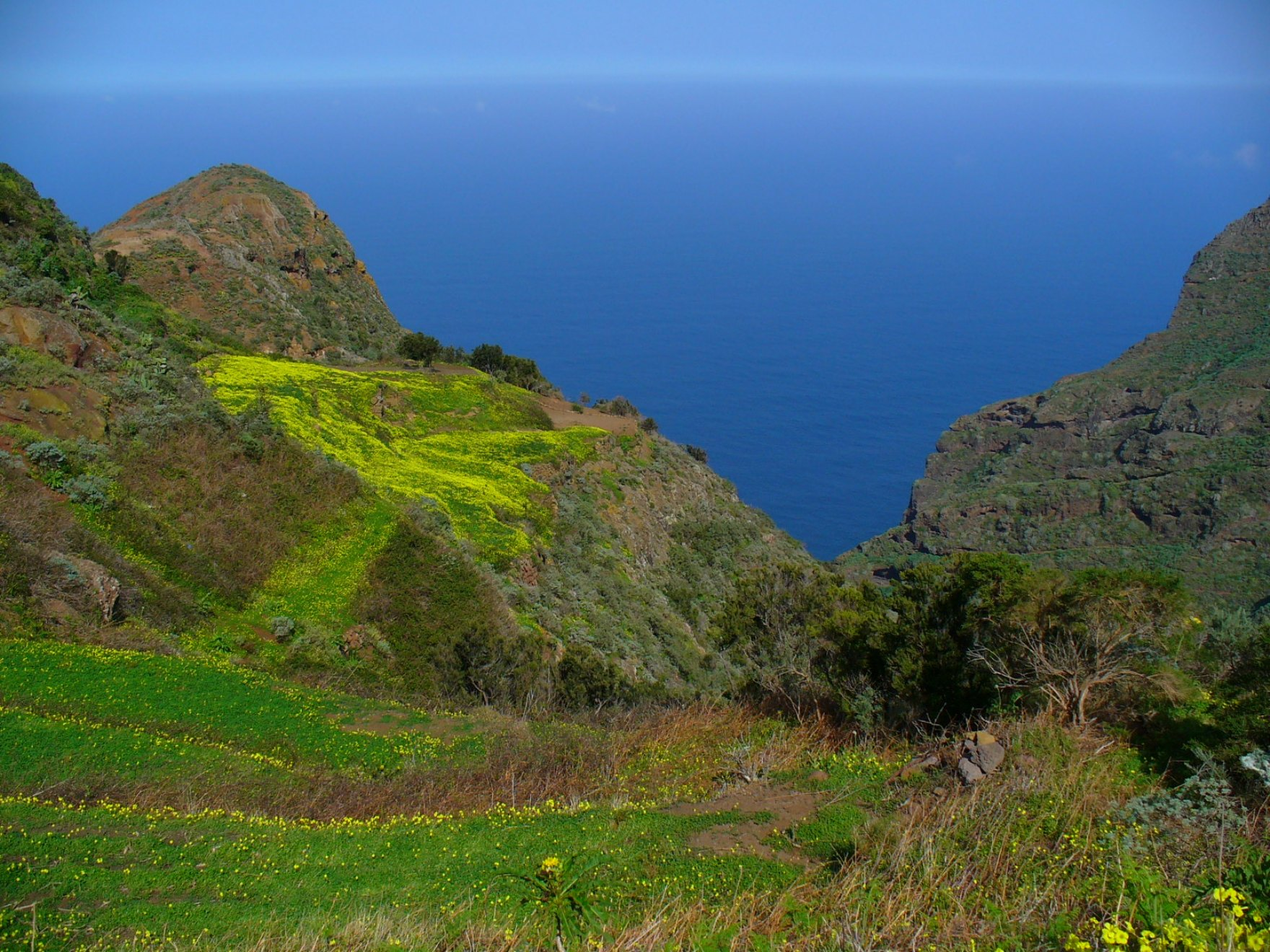
Šťavel kozí noha na Kanárských ostrovech